# リトル・ランボーズ
『リトル・ランボーズ』（Son of Rambow）は、イギリス・フランス合作のコメディ・ドラマ映画。2007年のサンダンス映画祭でプレミア上映された。

## ストーリー
1982年のイギリス。父親のいない11歳の気弱な少年、ウィル・プラウドフットは規律の厳しい教会の影響下で育てられ、テレビや映画などの娯楽を一切禁じられていた。ウィルの唯一の娯楽は空想し、ノートなどに落書きをすることだった。そんな彼はある日、学校一の悪童であるリー・カーターと知り合う。彼もまた父親がおらず、さらに母親も家を空けがちだったために必然的に自立しなければならず、子供らしい遊びができなかった。性格は正反対だが似たような状況下にある二人はすぐに意気投合し、そしてある時カーターの家で映画『ランボー』を観ることになる。ウィルは生まれて初めて観た映画に感激し、ランボーに憧れを抱くようになる。そしてウィルはカーターが自主制作しようとしていた映画に「ランボーの息子」として主演することを提案し、二人は撮影を始める。

## キャスト
※括弧内は日本語吹替
- ウィル・プラウドフット - ビル・ミルナー（英語版）（津村まこと）
- リー・カーター - ウィル・ポールター（朴璐美）
- ローレンス・カーター - エド・ウェストウィック（阪口周平）
- ディディエ・ルボル - ジュール・シトリュク（フランス語版）（川野剛稔）
- メアリー・プラウドフット - ジェシカ・スティーヴンソン（石塚理恵）
- ジョシュア - ニール・ダッジェオン（英語版）（宗矢樹頼）
- フランク - エリック・サイクス（英語版）

## 受賞・ノミネート
| 映画賞                       | 部門           | 候補                 | 結果       |
| ---------------------------- | -------------- | -------------------- | ---------- |
| 英国アカデミー賞             | 新人賞         | ガース・ジェニングス | ノミネート |
| 英国インディペンデント映画賞 | 監督賞         | ガース・ジェニングス | ノミネート |
| 英国インディペンデント映画賞 | 脚本賞         | ガース・ジェニングス | ノミネート |
| 英国インディペンデント映画賞 | ニューカマー賞 | ビル・ミルナー       | ノミネート |
| 英国インディペンデント映画賞 | ニューカマー賞 | ウィル・ポールター   | ノミネート |
| エンパイア賞                 | コメディ賞     |                      | 受賞       |
| エンパイア賞                 | 英国映画賞     |                      | ノミネート |
| ロカルノ国際映画祭           | 観客賞         | ガース・ジェニングス | 受賞       |